# Гарсіно (Техас)
Гарсіно (англ. Garceno) — переписна місцевість (CDP) в США, в окрузі Старр штату Техас. Населення — 440 осіб (2020).

## Географія
Гарсіно розташоване за координатами 26°24′44″ пн. ш. 98°56′26″ зх. д. / 26.41222° пн. ш. 98.94056° зх. д. (26.412177, -98.940428).  За даними Бюро перепису населення США в 2010 році переписна місцевість мала площу 0,61 км², уся площа — суходіл.

## Демографія
Згідно з переписом 2010 року, у переписній місцевості мешкало 420 осіб у 108 домогосподарствах у складі 93 родин. Густота населення становила 687 осіб/км².  Було 121 помешкання (198/км²).
Расовий склад населення:
| - 100,0 % — білих |

До двох чи більше рас належало 0,0 %. Частка іспаномовних становила 86,0 % від усіх жителів.
За віковим діапазоном населення розподілялося таким чином: 34,3 % — особи молодші 18 років, 54,0 % — особи у віці 18—64 років, 11,7 % — особи у віці 65 років та старші. Медіана віку мешканця становила 26,2 року. На 100 осіб жіночої статі у переписній місцевості припадало 85,8 чоловіків;  на 100 жінок у віці від 18 років та старших — 76,9 чоловіків також старших 18 років.
За межею бідності перебувало 47,8 % осіб, у тому числі 55,4 % дітей у віці до 18 років та 0,0 % осіб у віці 65 років та старших.
Цивільне працевлаштоване населення становило 168 осіб. Основні галузі зайнятості: транспорт — 29,8 %, публічна адміністрація — 20,8 %, мистецтво, розваги та відпочинок — 17,9 %.